# Titanate de baryum
Le (méta)titanate de baryum est un composé chimique de formule BaTiO3. Ce matériau céramique se présente sous la forme d'un solide blanc ferroélectrique à hystérésis prononcée ayant également un effet photoréfractif et un effet piézoélectrique. Il trouve des applications notamment dans les condensateurs, les transducteurs électromécaniques, les thermistances CTP et en optique non linéaire. Il existe également sous forme naturelle dans un minéral rare appelé baryopérovskite.

## Propriétés
Il s'agit d'un oxyde mixte de titane et de baryum cristallisant dans une structure dont la symétrie dépend de la température : pérovskite cubique au-dessus de sa température de Curie de 120 à 130 °C, elle est tétragonale à température ambiante, puis orthorhombique en dessous de 0 °C et trigonale en dessous de −90 °C. La forme tétragonale est caractérisée par des paramètres cristallins valant a = 399,2 pm et c = 403,6 pm. Dans cette structure, le cation de titane Ti4+ des octaèdres TiO6 est décalé par rapport aux anions oxyde O2−, ce qui génère un moment dipolaire électrostatique et une polarisation à l'origine des propriétés ferroélectriques particulières de ce matériau. Cette polarisation spontanée disparaît au-dessus de la température de Curie lors de la transition vers une phase cristalline cubique, dans laquelle les cations Ti4+ sont au centre des octaèdres TiO6.

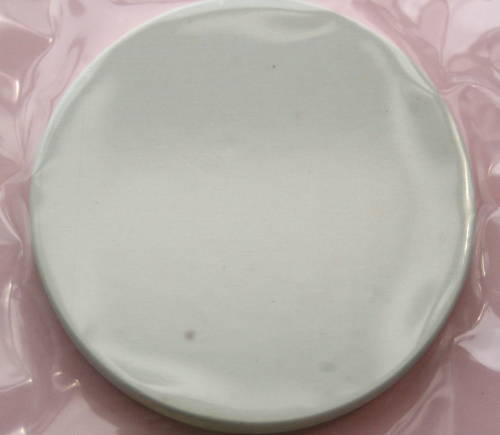
Pièce en titanate de baryum sous emballage plastique.
Structure pérovskite cubique au-dessus de la température de Curie.

Le titanate de baryum est insoluble dans l'eau mais est attaqué par l'acide sulfurique. La largeur de bande interdite du matériau massif à température ambiante est de 3,2 eV mais passe à environ 3,5 eV lorsque la taille des grains est réduite de 15 à 7 nm. À l'état liquide, le titanate de baryum contient une proportion importante de tétraèdres TiO4 parmi les octaèdres.
Les relations entre la morphologie des grains et les propriétés des matériaux massifs ont été abondamment étudiées. Par exemple, l'addition d'inclusions de titanate de baryum dans l'étain donne un matériau massif ayant une raideur viscoélastique supérieure à celle des diamants. Cela provient du fait que les transitions de phase qui s'opèrent dans les inclusions de titanate de baryum conduisent à un module d'élasticité isostatique négatif qui s'oppose aux déformations de l'étain, d'où une raideur accrue.

## Production
Le titanate de baryum peut être produit par synthèse sol-hydrothermale, par exemple à partir de chlorure de baryum BaCl2 et de tétrachlorure de titane TiCl4 avec de l'hydroxyde de sodium NaOH comme minéraliseur à une température de 100 à 250 °C. Une méthode plus ancienne procède par calcination de carbonate de baryum BaCO3 avec du dioxyde de titane TiO2 à une température de 1 200 °C :
BaCO3 + TiO2 ⟶ BaTiO3 + CO2.
On peut ainsi procéder par cristallisation d'une solution fondue. Des quantités stœchiométriques de carbonate de baryum et de dioxyde de titane, par exemple sous forme d'anatase sont mélangées avec environ 30 % massique de titanate de baryum et recouvertes de fluorure de potassium KF anhydre. Le titanate de baryum cristallise dans le four entre 1 000 et 1 160 °C. On l'isole du KF par lavage à l'eau chaude, ce qui donne des cristaux de BaTiO3. Le matériau obtenu ainsi dans un creuset en platine à partir de titanate de baryum disponible dans le commerce est formé de monocristaux distincts dont certains forment des macles en papillon. On ajoute souvent d'autres éléments comme dopants, par exemple du strontium pour former des solutions solides avec le titanate de strontium SrTiO3.

## Applications
Le titanate de baryum est un isolant électrique utilisé dans les condensateurs céramiques (en), avec une permittivité relative pouvant dépasser 5 000, voire 6 000. C'est également un matériau piézoélectrique utilisé dans les microphones et d'autres types de transducteurs. La polarisation spontanée du titanate de baryum à température ambiante était évaluée à 0,15 C/m2 dans les premières études mais plutôt à 0,26 C/m2 dans les publications plus récentes, tandis que sa température de Curie est mesurée entre 120 et 130 °C. Ces différences proviennent des techniques de croissance du matériau, les anciens procédés de cristallogenèse utilisant des flux moins purs que l'actuel procédé de Czochralski.
Le titanate de baryum a largement été supplanté par les PZT, ou titano-zirconates de plomb PbZrxTi1−xO3, où 0 ≤ x ≤ 1 avec un optimum à x = 0,52. Le titanate de baryum polycristallin a un coefficient thermique de résistance positif, ce qui en fait un matériau intéressant pour les thermistances et les systèmes de chauffage électrique autorégulés.
En optique non linéaire, les cristaux de titanate de baryum présentent un gain de couplage de faisceau élevé et peuvent être utilisé aux longueurs d'onde du spectre visible et du proche infrarouge. Le BaTiO3 a la réflectivité la plus élevée des matériaux utilisés pour les applications de conjugaison de phase auto-pompée (SPPC). Il peut être utilisé pour un mélange à quatre ondes à ondes entretenues avec une puissance de l'ordre du milliwatt. Pour les applications photoréfractives, le titanate de baryum peut être dopé par divers autres éléments, comme le fer.
Les couches minces de titanate de baryum montrent un effet électro-optique au-delà de 40 GHz.
Les propriétés pyroélectriques et ferroélectriques du titanate de baryum sont utilisées dans certains types de détecteurs pour caméras thermiques.
La biocompatibilité du titanate de baryum en fait un objet d'études comme matériau de nanoparticules pour l'administration de médicaments.